# Frameanalyse
Der Begriff Frameanalyse (engl. frame analysis, im dt. auch Rahmenanalyse) geht auf ein sozio-kognitives Konzept von Erving Goffman aus dem Jahre 1974 zurück. Frames sind demnach Interpretationsschemata, die es dem Einzelnen als Organisationsprinzip für Alltagserfahrungen ermöglichen, soziale Vorkommnisse und Ereignisse zu kategorisieren und zu interpretieren. Der Einzelne beantwortet so selektiv die Frage, worum es bei dem Gegenstand seiner Betrachtung geht, ohne selbst dazu eine eigene Position zu entwickeln. Die soziologische Untersuchung dieser Schemata wird Frame- oder auch Rahmenanalyse genannt.

## Übersicht über die Begriffe und Konzepte in der Soziologie
Mittlerweile werden eine Reihe von soziologischen Methoden als „Frameanalyse“ bezeichnet, die sich nicht notwendig auf Goffman beziehen oder auch eigene Termini statt des Begriffes Frame verwenden. Christian Roesler und Rainer Winter sprechen von „Rahmungen“. Winter auch von „Interpretationsschemata“; Peter Hühn spricht von „Situationsschemata“, Gerhards und Rössel oder Keller von Deutungsmustern, Schmidke und Eder sowie Friedhelm Neidhardt und Ruch von „kollektiven Bedeutungsmustern“.

### Frames als Deutungsmuster
Nach Myra Marx Ferree  lassen sich Frames anhand der Übersetzung des Begriffes im Sinne von Bilderrahmen hinsichtlich zweier Prinzipien darstellen. Zunächst wird mittels eines Frames zwischen außen = unwichtig und innen = wichtig unterschieden. Hier berührt sich der Ansatz mit Auffassungen von Systemgrenzen in der Systemtheorie, jedoch liefert ein Frame auf der zweiten Ebene Strukturen und Muster, die auf Dinge hinweisen, die hinter dem Bild liegen. Pamela Oliver und Hank Johnston untersuchen in diesem Zusammenhang ideologische Positionen, die einem Frame hinterlegt sind. Bei der Deutungsmusteranalyse liegt der Schwerpunkt auf der Frage, wie Bedeutungen in einem Frame organisiert sind. So können Frames dazu beitragen, dass ein bestimmtes Ereignis semantisch oder normativ in einem bestimmten Zusammenhang betrachtet werden kann oder soll.

### Frames als Feindbilder
Eine Analyse verfestigter Frames (Van Dijk, Wodak) kann, vergleichbar mit Stereotypen, verdeutlichen, dass bestimmte sozio-kognitive Einstellungen zu Feindbildern führen.

## Rahmenanalyse bei Goffman
Für Erving Goffman bedeutet Rahmenanalyse die Analyse der Organisation von Alltagserfahrungen. Ziel dieser Analyse ist es,

„einige der grundlegenden Rahmen herauszuarbeiten, die in unserer Gesellschaft für das Verstehen von Ereignissen zur Verfügung stehen, und ihre besonderen schwachen Punkte zu analysieren“

 Unter einem Rahmen versteht er in Anlehnung an Gregory Bateson jene Organisationsprinzipien, nach denen für (soziale) Ereignisse sowie die Art der Anteilnahme an diesen Definitionen einer Situation aufgestellt werden. Es sind Deutungsmuster oder Interpretationsschemata, die ansonsten sinnlose Aspekte einer Szene zu etwas Sinnvollem machen. Rahmen ermöglichen derart „die Lokalisierung, Wahrnehmung, Identifikation und Benennung einer anscheinend unbeschränkten Anzahl konkreter Vorkommnisse, die im Sinne des Rahmens definiert sind.“ Je nach dem Rahmen, in den ein Ereignis eingestellt wird, erhält es eine andere Bedeutung.